# Władca lalek 3: Zemsta Toulona
Władca lalek 3: Zemsta Toulona (ang. Puppet Master III: Toulon's Revenge) – amerykański horror z 1991 roku w reżyserii Davida DeCoteau. Jest to trzecia część serii Władca lalek, będąca prequelem filmów Władca lalek oraz Władca lalek 2. Film wydano bezpośrednio na rynek kina domowego.

## Fabuła
Akcja toczy się w 1941 r. (w przeciwieństwie do 1 części, która mówi o samobójstwie Toulona w 1939 r., a więc powinien być w filmie rok 1936) podczas II Wojny Światowej w Berlinie. Naukowiec Doktor Hess jest zmuszony przez nazistów, szczególnie przez Gestapowca Majora Krausa, do stworzenia leku mogącego ożywiać zwłoki zabitych niemieckich żołnierzy, aby później użyć ich jako „mięso armatnie”, ale bezskutecznie.

## Obsada
- Guy Rolfe – Andre Toulon
- Sarah Douglas – Elsa Toulon
- Richard Lynch – Major Kraus
- Ian Abercrombie – Dr. Hess

### Lista lalek występujących w filmie
- Blade
- Pinhead
- Leech Woman
- Jester
- Tunneler
- Six Shooter
- Djinn